# Сарма (буддизм)

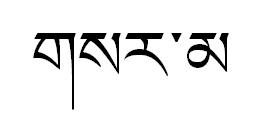
Сарма на тибетском языке

Сарма (тиб. གསར་མ, Вайли gsar ma) — школы «нового перевода» в тибетском буддизме. Возникли во время второй волны распространения буддизма в Тибете и опирались на тексты, переведённые с X по XIII века. К ним относятся:
- Кагью
- Сакья
- Кадам/Гелуг
- Джонанг[источник не указан 2915 дней]

## История Сарма
Термины «Сарма» и «Ньингма» связаны прежде всего с хронологией появления и распространения буддизма в Тибете. Название «Сарма» относится к традициям, которые принесли в Тибет Атиша, Ринчен Зангпо, Марпа и их современники.
Атиша и его современники представили Тибету такую модель практики Дхармы, при которой практикующий сочетал бы все три вида обетов:
- Внешние обеты индивидуального освобождения (монашеские или мирские), введённые Хинаяной
- Внутренние обеты Бодхисаттвы, принятые в Махаяне
- Тайные обеты — священные обязательства Ваджраяны

Кроме того, Атиша так настаивал на принятии Прибежища в Трёх драгоценностях, что прославился в Тибете под прозвищем «Пандит Прибежища». Некоторые звали Атишу только так, не обращая внимания на его родовое имя.
У Атиши было трое учеников — Ку, Мог и Дром; они продолжили начатую им традицию. Она получила название Кадам (Кадампа). Их непосредственным преемником был Чекава, и он передал поучения Геше Дрепе, одному из наставников Гампопы.

## Структура учений
Школа Сарма предлагает подразделять тантры на четыре класса:
- Крийя-тантра
- Чарья-тантра
- Йога-тантра
- Ануттара-тантра

Ануттара-тантра традиции Сарма содержит три секции, примерно соответствующие трём высшим колесницам в классификации Ньингмы. Это Отцовские тантры, делающие акцент на искусных средствах; Материнские тантры, делающие акцент на мудрости; и Недвойственные тантры, сочетающие в себе и то и другое.